# Fear is the Mindkiller
Fear is the Mindkiller, es el EP debut de la banda de metal industrial Fear Factory. Mezclado en Warehouse Studio, Vancouver, y masterizado en Bernie Grundman, Los Ángeles. Se publicó el 14 de abril de 1993, a través del sello discográfico Roadrunner Records.

## Antecedentes
"En 1993, cuando salió Fear is the Mindkiller, mucha gente no estaba exactamente segura de qué hacer con él porque era bastante extremo para la época. Si escuchas el primer álbum de la banda, Soul of a New Machine éramos bastante brutales. Un cruce entre death metal, grindcore y música industrial, e incluso elementos melódicos (desconcertaban a la gente)".
"Nos hubiera gustado experimentar con elementos electrónicos en SOANM, pero éramos una banda joven sin dinero. Hablé con Monte Conner después de la producción de SOANM sobre cómo hacer remezclas. Me recomendó que hablara con Rhys Fulber de la banda Frontline Assembly. Inmediatamente tuvimos una buena relación entre los dos. Volé a Canadá para reunirme con él y cuando me puso su primer remix pensé: "¡Joder, es el sonido que necesitamos para el próximo álbum de Fear Factory!", dijo Cazares.

## Recepción de la crítica
Si el álbum debut Soul of a New Machine de 1992, fue un esfuerzo innovador para la época, el EP publicado un año después, Fear is the Mindkiller, lo fue aún más. Con una duración de 30 minutos, el EP de remezclas de 5 pistas tiene la duración perfecta: más largo que un sencillo y más corto que un álbum. Bill Leeb y Rhys Fulber de Front Line Assembly toman 4 de las mejores canciones de SOANM ("Martyr", "Self Immolation", "Scapegoat", "Scumgrief") y les dan un giro industrial adicional. Sin remezclarlas en exceso y dejando intacta la mayor parte de las canciones y simplemente extendiéndolas; agregan capas de efectos industriales (ambientes, muestras, ritmos digitales) y hacen bucles con las voces y la música techno (piense en Godflesh). El resultado una extensión lógica del sonido hombre-máquina que Fear Factory quería lograr en SOANM, la diferencia es que este EP profundiza enormemente el lado máquina de la ecuación. No te sorprendas si prefieres este EP al LP. Estos remixes siguen siendo muy pesados y duran media hora, da como resultado un repaso de los momentos más destacados del álbum de 17 pistas. En 2004, Roadrunner Records remasterizó y reeditó ambos en un álbum de lujo de SOANM. Escuchados uno al lado del otro años después, los dos suenan extraordinarios, especialmente en comparación entre ellos.

## Lista de canciones
| N.º | Título                             | Duración |  |
| 1.  | «Martyr (Suffer Bastard Mix)»      | 7:14     |  |
| 2.  | «Self Immolation (Vein Tap Mix)»   | 5:32     |  |
| 3.  | «Scapegoat (Pigfuck Mix)»          | 4:37     |  |
| 4.  | «Scumgrief (Deep Dub Trauma Mix)»  | 6:20     |  |
| 5.  | «Self Immolation (Liquid Sky Mix)» | 6:06     |  |
| 6.  | «Self Immolation (LP Version)»     | 2:44     |  |

Letras por Burton C. Bell y música por Dino Cazares.

## Personal
- Burton C. Bell - voz
- Dino Cazares - guitarra, bajo
- Raymond Herrera - batería
- Bill Leeb y Rhys Fulber - remezclas
- Raynor Diego - samples y teclados